# Dendrocincla tyrannina
Dendrocincla tyrannina е вид птица от семейство Furnariidae.

## Разпространение
Видът е разпространен в Боливия, Колумбия, Еквадор, Перу и Венецуела.